# 花房里枝
花房里枝（日语：／ Hanafusa Rie，1996年4月28日—），日本女演員、模特兒、偶像藝人。Oscar Promotion所屬。出身於東京都。偶像團體elfin'成員。身高163cm。O型血。

## 來歷
花房里枝從小學起就屬於聲樂舞蹈學校「多摩子BUBBLES」。作為SUPER P-kies的成員出現在電視上。她也擁有在音樂劇中表演的經歷。
2011年至2012年，她進入太陽音樂學院，擔任偶像團體Sunmyu～的候選成員，並進入最終選拔成員。
2014年1月26日，她申請參加由Oscar Promotion、青二Production、博報堂聯合舉辦的第1屆全日本美聲比賽，以發掘外貌和聲音兼備的女演員和配音員，並作為其中之一參加。從總共14,434人中選出12名入圍者，獲得準大獎。作為獲獎的獎勵，她將與辻美優、高橋美衣（後來的希水汐）、吉村那奈美一起在《劇場版 光之美少女 All Stars New Stage3：永遠的朋友》裡飾演學生。
同年4月，從第1屆全日本美聲比賽決賽入圍者中選出8人（美優、花房里枝、希水汐、吉村那奈美、入江麻衣子、美波和嘉菜、奧谷楓、大槻瞳），組成了一個名為「HONEYCE Girls」的團體，為期3個月。2015年4月，由3位美聲比賽決賽入圍者（辻美優、花房里枝、希水汐）組成了團體「elfin'」。8月5日，以《Colorful Fantasy》CD出道。
2018年，在劇團祖雲娘的舞台劇中擔任主角，並開始定期在舞台上扮演主角。

## 人物
- 喜歡的食物：納豆、白米、卷纖汁（日语：けんちん汁）[7]。
- 自從她在中學的技術課上製作了一台收音機以來，她就喜歡上了無線電廣播[8]，並且很高興能擁有自己的廣播節目。

## 同期著名比賽參加者
| 姓名       | 獎項                 | 備註               | —    |
| ---------- | -------------------- | ------------------ | ---- |
| 美優       | 大獎                 | 偶像藝人（elfin'） | No12 |
| 花房里枝   | 準大獎               | 偶像藝人（elfin'） | No11 |
| 希水汐     | 準大獎               | 偶像藝人（elfin'） | No5  |
| 入江麻衣子 | 藍色奧斯卡niconico獎 | 配音員、鋼琴家     | No8  |
| 吉村那奈美 | 多媒體獎             | 配音員             | No6  |
| 美波和嘉菜 | 入圍者               | 配音員             | No9  |
| 奧谷楓     | 入圍者               | 配音員             | No10 |
| 大槻瞳     | 入圍者               | 播報員             | No4  |
| 山本杏奈   | 入圍者               | 偶像藝人（=LOVE）  | No7  |
| 佐藤實季   | 入圍者               | 配音員             | No3  |

## 演出
團體活動請參閱「elfin'」
粗體字表示主要角色。

### 舞台
- 「Ponkickies LIVE」（2006年4月22日、5月20日、6月17日，富士電視台）御台場SDM工作室—SUPER P-kies時期[1]
- 音樂劇（2007年，Geo's company（日语：ジョーズカンパニー））[1]
- （2018年）—主演：飾 內藤好子
- （2018年）—主演：飾 幸田光
- （2019年4月25日—29日，東京藝術劇場西劇院）
- 忍法浪漫劍劇 百花百狼 ～戰國忍法帖～ 月下丸之章（2018年12月13日—16日，全勞濟大廳）—女主角：飾 上野槐
- 歌姬（2019年9月5日—8日，中目黑Kinkero Theater、言葉BOX）—女主角：飾 岸田鈴
- （2020年5月20日—24日，六行會大廳（日语：六行会#六行会ホール），V-Lab Musical Vol.7）
- 音樂劇座（2020年8月19日—23日，星組）—主演：飾 莉薩
- （2020年12月2日—6日，俳優座劇場）
- （2021年10月14日—16日，彩之國埼玉藝術劇場小廳）—女主角：飾 三原杏奈
- 音樂劇「Cross Friends」（2021年5月27日—30日，六行會大廳）—飾 貝蒂
- 音樂劇（2021年7月9日—13日，戶田市文化會館大廳）—飾 美佐
- 音樂劇（2021年11月3日—7日，中目黑Kinkero Theater）—女主角：飾 淺丘留美
- 劇團ONEGAI SISTERS第11回公演（2022年11月17日—23日，Cofrelio新宿劇院）—飾 雨宮五月
- 劇團TEAM-ODAC（日语：劇団TEAM-ODAC） 第42回正式公演（2023年12月6日—12日，國民互助會館/SPACE ZERO（日语：スペース・ゼロ））[9]
- OFCHA 7週年紀念公演「Joie！」（2024年2月7日—11日，東京藝術劇場西劇院）
- 五反田老虎 14th Stage（2024年2月28日—3月3日，六行會大廳）[10]
- 音樂劇座（2025年1月22日—26日，六行會大廳）—飾 久野靜香
- 舞台（2025年4月23日—27日，新宿村LIVE）[11]

### 電視節目
- BePonkickies（日语：Beポンキッキ）（2008年，BS富士）—SUPER P-kies常駐排舞[1]

### 電視劇
- 小荳荳電視台（NHK）—飾 SPARX三人組[注 1]
- Sentinel-2（2019年12月26日，千葉電視台）—飾 凛[12]

### 網路電視劇
- FACE -網路犯罪特搜班-（日语：フェイス -サイバー犯罪特捜班-） 第3話（2017年7月25日）—飾 二宮里美

### 電影
- （2019年9月21日公開）—飾 西川瞳

### 紀錄片
- 全日本美聲女子大賽紀錄片（2014年，J:COM（日语：JCOM））

### 電視動畫
- 你考古嗎？（2015年—2017年，理惠）2系列
- 國王遊戲 The Animation（2017年，宅見七海[13]）
- 喵的咧～貓咪戲說日本史！（日语：ねこねこ日本史）（2018年—2019年，清衡的母親（日语：有加一乃末陪）、家臣A、大姬（日语：大姫 (源頼朝の娘)）、秀吉的母親）2系列

### 電影動畫
- 劇場版 光之美少女 All Stars New Stage3：永遠的朋友（2014年，學生）

### PV
- 陰晴不定的體操哥哥（2017年，小孩[14]）

### 遊戲
- 動物朋友（2016年，小羊駝）
- Vampire†Blood（Silky）

### 廣播劇CD
- 貓的事情有聲劇系列篇（zelfstandig，1000枚限定販售）

### 外語配音

#### 電影
- 星光繼承者（女孩子）

#### 電視影集
- 現代斯德哥爾摩（英语：Morden i Sandhamn）（2016年）

### 旁白
- 松本清店內廣播「HONEYCE」（博報堂，2014年5月13日—20日）

### 廣播節目
※記號表示網路廣播。
- 美優、花房里枝、高橋美衣的美聲女子學園♪ 放學後廣播社（日语：辻美優、花房里枝、高橋美衣の美声女学園♪ 放課後ラジオ部）（2014年—2016年，文化放送）
- All Night-NIPPONi ～elfin'的美聲放送局～（2017年—，日本放送）※[15]
- 天籟精靈（bilibili）每週四18時00分～，常駐演出
- （2021年7月—，FMUU）

### 網路節目
- 美聲女子HOME ROOM♪ SHOWROOM（2014年—2015年，DeNA）每週二20時00分～
- （2014年12月11日，武士道）[16][17]

### 雜誌
- 光文社（《女性自身（日语：女性自身）》VOL.1—3）2014年5月13日—6月10日 美容蜂蜜洗髮精合作
- 田口隆祐（日语：田口隆祐）的噢天哪&加芬克爾講座★與elfin'一起（BASEBALL MAGAZINE社（日语：ベースボールマガジン社）《新日本職業摔角 Bi-monthly》VOL.1—3）2014年11月29日—2015年3月28日[18][19][20]
- 田口隆祐的噢天哪&加芬克爾講座★與elfin'一起（BASEBALL MAGAZINE社《新日本職業摔角 Bi-monthly》VOL.4—6）2015年5月29日—9月29日[21][22][注 2]

### 形象角色
- Potafes 2018 冬季視覺海報
- Living Technologies株式會社（2022年2月—）[23]

### 宣傳大使
- LIB JAPAN Honeyce'Girls（2014年）

### 廣告
- 『博報堂』（HONEYCE）[24]
  - HONEYCE Girls JR篇 Cityliving JR女性專用車廂火車頻道（2014年4月9日—22日）
  - HONEYCE Girls 網路篇 LIB JAPAN（3月21日—4月21日）

### 活動
- 昭和偶像檔案館 vol.30（2019年7月22日，樂器Cafe）

### 其它
- 第四十六回 我的BOOK ISM elfin'（花房里枝&厚地彩花）[25]（2019年5月16日，電子書籍.com）
- Oscar Promotion 2015年版目錄[26]
- UCC BEANS & ROASTERS 網路動畫篇

## 受獎歷
- 第1屆全日本國民美聲女子大賽亞軍

## 腳註

## 外部連結
- 花房里枝｜Oscar Promotion （日語）
- 花房里枝｜青二Production （日語）
- 花房里枝的X（前Twitter） （日語）
- 花房里枝的Instagram帳戶 （日語）
- （日語）—花房里枝的beamie官方部落格。
- 美優、花房里枝、高橋美衣的美聲女子學園♪ 放學後廣播社 （日語）
- Honeyce’Girls （日語）